# 亞歷山大·盧卡希克
亞歷山大·彼得羅維奇·盧卡希克（俄语：Александр Петрович Лукашик，羅馬化：Aleksandr Petrovich Lukashyk，1959年7月2日—），蘇聯和俄羅斯外交官。2016年至2022年期間曾擔任俄羅斯駐烏克蘭臨時代辦，2022年2月10日卸任，此後不久俄羅斯入侵烏克蘭。2022年9月起，任俄羅斯聯邦外交部與俄羅斯聯邦主體、議會和公共協會關係司司長。